# Austria na Letnich Igrzyskach Olimpijskich 1984
Austrię na Letnich Igrzyskach Olimpijskich 1984 reprezentowało 102 zawodników.

## Zdobyte medale
| Medal  | Zawodnik           | Dyscyplina  | Konkurencja               |
| ------ | ------------------ | ----------- | ------------------------- |
| Złoto  | Peter Seisenbacher | Judo        | waga średnia              |
| Srebro | Andreas Kronthaler | Strzelectwo | karabin pneumatyczny 10 m |
| Brąz   | Josef Reiter       | Judo        | waga półlekka             |